# Yujiahe (sockenhuvudort i Kina, Jiangxi Sheng, lat 29,69, long 116,05)
Yujiahe är en sockenhuvudort i Kina. Den ligger i provinsen Jiangxi, i den sydöstra delen av landet, omkring 110 kilometer norr om provinshuvudstaden Nanchang. Antalet invånare är 12 469. Befolkningen består av 5 972 kvinnor och 6 497 män. Barn under 15 år utgör 16,0 %, vuxna 15-64 år 74 %, och äldre över 65 år 8,0 %.
Runt Yujiahe är det mycket tätbefolkat, med 1 411 invånare per kvadratkilometer. Närmaste större samhälle är Jiujiang, 4,8 km nordväst om Yujiahe. Trakten runt Yujiahe består till största delen av jordbruksmark.
Genomsnittlig årsnederbörd är 2 094 millimeter. Den regnigaste månaden är maj, med i genomsnitt 371 mm nederbörd, och den torraste är januari, med 69 mm nederbörd.